# 유세 (심유이후)
유세(劉歲, ? ~ 기원전 137년)는 전한 중기의 제후로, 초원왕의 아들이다.

## 생애
경제 원년(기원전 156년), 심유후(沈猷侯)에 봉해졌다.
건원 4년(기원전 137년)에 죽으니, 시호를 이(夷)라 하였고, 아들 유수가 작위를 이었다.

## 출전
- 반고, 《한서》 권15상 왕자후표 上

| 선대 (첫 봉건) | 전한의 심유후 기원전 156년 4월 을사일 ~ 기원전 137년 | 후대 아들 유수 |